# キャロル・ケニオン
キャロル・ケニオン（Carol Kenyon、1959年 - ）は、イギリスのシンガーである。彼女はヘヴン17のヒット曲「Temptation」のボーカルで最もよく知られている。これは、1983年の英国シングルチャートで2位に達した。1992年にはブラザーズ・イン・リズムのリミックスで再リリースされ、再びキャロルのボーカルをフィーチャーした曲が4位となった。ポール・ハードキャッスルの1986年に8位を記録したヒット曲「Don't Waste My Time」でもフィーチャーされている。

## 略歴
さまざまな有名アーティストによる数多くのアルバムやシングルのセッション・ボーカリストとして、また多数のコンサート参加で主に知られているが、ケニオンはソロ・アーティストとしていくつかのシングルもリリースしている。彼女の最初のシングルは1984年にA&Mレコードからリリースされた「Warrior Woman」であった。
彼女の初期のパフォーマンスは、ナショナル・ユース・ジャズ・オーケストラ (National Youth Jazz Orchestra)のメンバーとしてであった。彼女はまた、ゴー・ウエスト、デュラン・デュラン、カイリー・ミノーグ、マイク・オールドフィールド、ジョン・アンド・ヴァンゲリス、ペット・ショップ・ボーイズ、ゲイリー・ムーア、デキシーズ・ミッドナイト・ランナーズ、ピンク・フロイド、トミー・ショウ、ロジャー・ウォーターズ、モリシー・ミューレン、ティアーズ・フォー・フィアーズ、ラピノ・ブラザーズ、ポール・ハードキャッスル、ウルトラヴォックス、ヴァン・モリソンとも歌っている。1993年、ケニオンはアガサ・クリスティの小説「エルキュール・ポアロ・シリーズ」のTVドラマ「名探偵ポワロ」のエピソード「黄色いアイリス (The Yellow Iris)」にデヴィッド・スーシェとともに登場した。

## キャリアのハイライト
- 1981年：キャッスルバー・ソング・コンテストで優勝曲「I Wasn't Born Yesterday」を歌う。ミキ・アントニー&ロビン・スミス作[4]
- 1981年：ジョン・アンド・ヴァンゲリスのアルバム『フレンズ・オブ・ミスター・カイロ』のバック・ボーカル
- 1982年：クリス・レアのセルフタイトル・アルバムのバック・ボーカル
- 1982年：モリシー・ミューレンのアルバム『Life on the Wire』のボーカル
- 1982年：デキシーズ・ミッドナイト・ランナーズのアルバム『女の泪はワザモンだ!! (Too-Rye-Ay)』のボーカル
- 1983年：ヘヴン17のシングル「Temptation」のリード・ボーカル
- 1984年：自身のシングル「Warrior Woman」のリード・ボーカル
- 1984年：トミー・ショウのアルバム『ガールズ・ウィズ・ガン』収録曲「Outside in the Rain」でのデュエット・ボーカル
- 1984年：ヴァンゲリス / デミス・ルソスのアルバム『Reflection』のバック・ボーカル
- 1984年：ヴァン・モリソンのライブ・アルバム『ライヴ・アット・グランド・オペラ・ハウス・ベルファスト』のバック・ボーカル
- 1984年：マルコム・マクラーレンのアルバム『ファンズ』収録のシングル「Madame Butterfly」のリード・ボーカル
- 1986年：ポール・ハードキャッスルのシングル「Don't Waste My Time」のリード・ボーカル（全英8位）[5]
- 1986年：クリス・デ・バーのアルバム『イントゥ・ザ・ライト』のアディショナル・ボーカル
- 1986年：ニック・カーショウのアルバム『ラジオ・ミュジコーラ』のバック・ボーカル
- 1986年：ウルトラヴォックスの曲「Same Old Story」「The Prize」のバック・ボーカル
- 1986年：杏里のアルバム『TROUBLE IN PARADISE』のバック・ボーカル
- 1988年：ジュリアン・コープのアルバム『マイ・ネーション・アンダーグラウンド』のボーカル
- 1988年：アンダーソン・ブルーフォード・ウェイクマン・ハウのアルバム『閃光』のバック・ボーカル
- 1989年：マイク・オールドフィールドのアルバム『アース・ムービング』収録のシングル「Nothing But」のリード・ボーカル
- 1989年：ティアーズ・フォー・フィアーズのアルバム『シーズ・オブ・ラヴ』のバック・ボーカル
- 1989年：フィッシュのアルバム『虚構の鏡』のバック・ボーカル
- 1989年：ライザ・ミネリのアルバム『リザルツ』のバック・ボーカル
- 1989年：フィル・ソーナリーのアルバム『Swamp』のバック・ボーカル
- 1989年：ヴァン・モリソンのアルバム『アヴァロン・サンセット』のバック・ボーカル
- 1990年：イアン・ギランのアルバム『ネイキッド・サンダー』のバック・ボーカル
- 1990年：エロス・ラマゾッティのアルバム『In ogni senso』のバック・ボーカル
- 1990年：デュラン・デュランのアルバム『リバティ』のバック・ボーカル
- 1990年：ペット・ショップ・ボーイズのアルバム『ビヘイヴィアー：薔薇の旋律』のアディショナル・ボーカル
- 1991年：シンプル・マインズのアルバム『リアル・ライフ』のバック・ボーカル
- 1991年：ビッグ・カントリーのアルバム『ノー・プレイス・ライク・ホーム』のバック・ボーカル
- 1991年：ヴァン・モリソンのアルバム『オーディナリー・ライフ』のバック・ボーカル
- 1991年：カイリー・ミノーグのアルバム『あなたも、M?』のバック・ボーカル
- 1991年：クリス・レアのアルバム『オーベルジュ』のバック・ボーカル
- 1992年：ゲイリー・ムーアのアルバム『アフター・アワーズ』のバック・ボーカル
- 1994年：ピンク・フロイドのアルバム『対』のバック・ボーカル
- 1995年：ペット・ショップ・ボーイズのアルバム『アルタナティヴ』のバック・ボーカル
- 1996年：マンフレッド・マンズ・アース・バンドのアルバム『Soft Vengeance』のバック・ボーカル
- 1996年：オーケストラル・マヌーヴァーズ・イン・ザ・ダークのアルバム『ユニヴァーサル』のバック・ボーカル
- 1997年：エルトン・ジョンのアルバム『ビッグ・ピクチャー』のバック・ボーカル
- 1999年：ペット・ショップ・ボーイズのアルバム『ナイトライフ』のバック・ボーカル
- 2001年：メルトダウン・フェスティバルでのデヴィッド・ギルモア・コンサートのバック・ボーカル。DVD『イン・コンサート (David Gilmour in Concert)』に収録
- 2002年：ロジャー・ウォーターズの「In the Flesh ツアー」のバック・ボーカル
- 2005年：ピンク・フロイドとのロンドン・ハイドパークでのLIVE 8コンサート
- 2006年–2008年：ロジャー・ウォーターズの「ダークサイド・オブ・ザ・ムーン・ライブ・ワールド・ツアー」のバック&リード・ボーカル（2007年7月7日のライブ・アース、ニュージャージー州イーストラザフォード・ジャイアンツ・スタジアム公演への出演を含む）

## ディスコグラフィ

### ソロ・シングル
- "Warrior Woman" (1984年、A&M) ※全英 91位[6]
- "Dance with Me" (1984年、A&M) ※全英 87位[6]
- "Give Me One Good Reason" (1987年、Chrysalis)
- "Fascinating" (1988年、CBS)
- "Never Let Me Go" (1990年、CBS)
- "Here's My A" (1993年、Logic/BMG) ※Rapination featuring Carol Kenyon名義。全英 69位[7]